# Maxine VM
Maxine ist eine virtuelle Maschine geschrieben in der Java-Programmiersprache. Sie wurde als Forschungsprojekt bei Oracle geschrieben und soll durch ein komponentenorientiertes Design Flexibilität und Konfigurierbarkeit erreichen. Maxine ist im Gegensatz zur ‚normalen‘ Laufzeitumgebung fast vollständig in Java geschrieben und bietet über Annotationen mehr Möglichkeiten.

## Geschichte
Maxine wurde, Anfang 2005, von Bernd Mathiske bei Sun Labs Entwickelt, und 2008 nach dem Ausscheiden von Bernd Mathiske von Douglas Simon weiterentwickelt. Nach der Übernahme von Sun Labs durch die Oracle Corporation wurde das Projekt bis 2013 von dieser weiterentwickelt.
Die statische Version (Heap Inspection) des Maxine Inspector wurde 2006 von Bernd Mathiske erstellt. Michael Van De Vanter übernahm 2007 die Entwicklung des Inspektors und fügte dynamische Unterstützung hinzu, als die VM ausführbar wurde und sich während der Übernahme von Sun durch die Oracle Corporation weiter entwickelte.
Seit der Veröffentlichung von Version 2.0 wird das Projekt nicht mehr von Oracle, sondern von der University of Manchester weiterentwickelt.

## Hintergrund
Maxine ist vollständig in Java geschrieben, vollständig kompatibel mit modernen Java-Entwicklungsumgebungen und dem Standard JDK, verfügt über eine modulare Architektur und wird von einem speziellen Entwicklungstool (dem Maxine Inspector) zum Debuggen und Visualisieren fast aller Aspekte des VM-Laufzeitzustands begleitet.

## Maxine Inspector
Bei dem Maxine Inspector handelt es sich um ein spezielles Debugging-Werkzeug für die Maxine VM.
Der Inspector läuft außer Betrieb, benötigt keine aktive VM-Unterstützung und nutzt den mit der VM geteilten Code für spezialisierte Entwicklerdienste, die detaillierte Kenntnisse über Speicherlayout und VM-Design nutzen.
Neben der Steigerung der Produktivität ist das Ziel des Inspectors, VM-Experimente einem breiten Publikum zugänglich zu machen.